# Motociklistična Velika nagrada Argentine
Motociklistična Velika nagrada Argentine je motociklistična dirka svetovnega prvenstva, ki s presledki poteka od sezone 1961.

## Zmagovalci
| Leto | 500 cm3/Moto GP                                     | 350 cm3                                             | 250 cm3/Moto2                                       | 125 cm3/Moto3                                       | 50 cm3                                              | Poročilo                                            |
| ---- | --------------------------------------------------- | --------------------------------------------------- | --------------------------------------------------- | --------------------------------------------------- | --------------------------------------------------- | --------------------------------------------------- |
| 2022 | Aleix Espargaró (Aprilia)                           |                                                     | Celestino Vietti (Kalex)                            | Sergio García (Gas Gas)                             |                                                     | Poročilo                                            |
| 2021 | odpoved zaradi Pandemije koronavirusne bolezni 2019 | odpoved zaradi Pandemije koronavirusne bolezni 2019 | odpoved zaradi Pandemije koronavirusne bolezni 2019 | odpoved zaradi Pandemije koronavirusne bolezni 2019 | odpoved zaradi Pandemije koronavirusne bolezni 2019 | odpoved zaradi Pandemije koronavirusne bolezni 2019 |
| 2020 | odpoved zaradi Pandemije koronavirusne bolezni 2019 | odpoved zaradi Pandemije koronavirusne bolezni 2019 | odpoved zaradi Pandemije koronavirusne bolezni 2019 | odpoved zaradi Pandemije koronavirusne bolezni 2019 | odpoved zaradi Pandemije koronavirusne bolezni 2019 | odpoved zaradi Pandemije koronavirusne bolezni 2019 |
| 2019 | Marc Márquez (Honda)                                |                                                     | Lorenzo Baldassarri (Kalex)                         | Jaume Masià (KTM)                                   |                                                     | Poročilo                                            |
| 2018 | Cal Crutchlow (Honda)                               |                                                     | Mattia Pasini (Kalex)                               | Marco Bezzecchi (KTM)                               |                                                     | Poročilo                                            |
| 2017 | Maverick Viñales (Yamaha)                           |                                                     | Franco Morbidelli (Kalex)                           | Joan Mir (Honda)                                    |                                                     | Poročilo                                            |
| 2016 | Marc Márquez (Honda)                                |                                                     | Johann Zarco (Kalex)                                | Khairul Idham Pawi (Honda)                          |                                                     | Poročilo                                            |
| 2015 | Valentino Rossi (Yamaha)                            |                                                     | Johann Zarco (Kalex)                                | Danny Kent (Honda)                                  |                                                     | Poročilo                                            |
| 2014 | Marc Márquez (Honda)                                |                                                     | Esteve Rabat (Kalex)                                | Romano Fenati (KTM)                                 |                                                     | Poročilo                                            |
| 1961 | Jorge Kissling (Matchless)                          |                                                     | Tom Phillis (Honda)                                 | Tom Phillis (Honda)                                 |                                                     | Poročilo                                            |
| 1962 | Benedicto Caldarella (Matchless)                    |                                                     | Arthur Wheeler (Moto Guzzi)                         | Hugh Anderson (Suzuki)                              | Hugh Anderson (Suzuki)                              | Poročilo                                            |
| 1963 | Mike Hailwood (MV Agusta)                           |                                                     | Tarquinio Provini (Moto Morini)                     | Jim Redman (Honda)                                  | Hugh Anderson (Suzuki)                              | Poročilo                                            |
| 1981 |                                                     | Anton Mang (Kawasaki)                               | Jean-François Baldé (Kawasaki)                      | Angel Nieto (Minarelli)                             |                                                     | Poročilo                                            |
| 1982 | Kenny Roberts (Yamaha)                              | Carlos Lavado (Yamaha)                              |                                                     | Angel Nieto (Garelli)                               |                                                     | Poročilo                                            |
| 1987 | Eddie Lawson (Yamaha)                               |                                                     | Sito Pons (Honda)                                   |                                                     |                                                     | Poročilo                                            |
| 1994 | Mick Doohan (Honda)                                 |                                                     | Tadayuki Okada (Honda)                              | Jorge Martinez (Yamaha)                             |                                                     | Poročilo                                            |
| 1995 | Mick Doohan (Honda)                                 |                                                     | Max Biaggi (Aprilia)                                | Emilio Alzamora (Honda)                             |                                                     | Poročilo                                            |
| 1998 | Mick Doohan (Honda)                                 |                                                     | Valentino Rossi (Aprilia)                           | Tomomi Manako (Honda)                               |                                                     | Poročilo                                            |
| 1999 | Kenny Roberts Jr (Suzuki)                           |                                                     | Olivier Jacque (Yamaha)                             | Marco Melandri (Honda)                              |                                                     | Poročilo                                            |